# Cawayan
Cawayan é um município de  segunda classe de renda municipal (d) na província Masbate, nas Filipinas. De acordo com o censo de 1 de maio  de  2020 possui uma população de 69 265 pessoas e 16 169 domicílios.